# مگس‌های پادراز
مگس‌های پادراز (نام علمی: Dolichopodidae) نام یک تیره از راسته مگس است.